# 崔維斯·蕭爾
崔維斯·理查德·蕭爾（英語：Travis Richard Shaw，1990年4月16日—），為前美國職棒大聯盟的三壘手。他先前曾效力過紅襪、藍鳥與釀酒人等隊。父親為入選2次明星賽的前大聯盟球員杰夫·肖。

## 職業生涯

### 波士頓紅襪
2015年5月8日，蕭爾就已登上大聯盟，不過隔日遭到下放3A。7月7日，他第二次於大聯盟亮相，並擊出大聯盟生涯首安。8月1日，他單場擊出雙響砲，當時他只差一支三壘安打就能達成完全打擊。2週後，他再度達成單場雙響。成為大聯盟史上第2位在生涯前18場比賽就達成兩次單場雙響的球員。
2016年春訓，總教練認為他的打擊狀況比巴勃羅·桑多瓦爾還要優異，因此取代他進入開季先發名單。
他在紅襪隊出賽210場，打擊率2成51，29轟107分打點。

### 密爾瓦基釀酒人
2016年12月6日，紅襪隊將蕭爾、Mauricio Dubón及Josh Pennington交易至釀酒人隊，換來Tyler Thornburg。2017年4月3日，他首次以釀酒人隊球員身分登板。該年他出賽144場，打擊率2成73，31轟101分打點，還有10次盜壘成功。
2018年，他出賽152場。打擊率2成41，32轟86分打點。該年7月底，釀酒人隊分別從皇家隊與金鶯隊交易來了兩名內野手麥克·穆斯塔卡斯與強納森·史寇普，蕭爾也因此轉防二壘與一壘。該年的國聯分區賽，蕭爾11個打數擊出4支安打，最終球隊橫掃洛磯隊。
2019年，蕭爾開季32個打數僅敲出2安，他在6月27日也被下放3A調整。他在12月2日成為自由球員。

### 多倫多藍鳥
2019年12月30日，蕭爾與藍鳥隊簽下1年400萬美元的合約。他在2020年開幕戰擔任球隊的三壘手，8月12日，他達成生涯百轟的里程碑。該年他出賽50場比賽，打擊率為2成39，並敲出6轟與17分打點。12月2日，蕭爾未獲得藍鳥續約，成為自由球員。

### 重返釀酒人
2021年2月16日，蕭爾和釀酒人簽下小聯盟約。3月16日，他進入40人名單內。6月12日，他因為左肩脫臼進入60天傷兵名單。該年他在釀酒人的打擊率僅1成91，並敲出6轟與28分打點。

### 重返紅襪
8月15日，紅襪隊選走蕭爾，並在隔日將他加進26人名單內。8月23日，他在延長賽敲出再見滿貫砲，為他重返紅襪隊的首安。

## 個人生活
蕭爾為前大聯盟明星終結者Jeff Shaw的兒子。

## 外部連結
- 球員資訊和成績在MLB，ESPN，Baseball Reference，Fangraphs（英文）
- 崔維斯·蕭爾的X（前Twitter）